# 송민영 (래퍼)
쇼미더머니 10 1차에서 염따에게 1차 목걸이를 받았다. 2차에서 1패스로 합격했다. 3차는 염따, 토일의 프로듀서 패스로 합격했다. 4차는 자신의 장점을 가사로 넣었다. 이 아이는 나중에 크게 될 놈, 이 아이는 친구들의 응원속에서 자람 등의 가사를 선보였다. 5차에서 염따에 의해 탈락했다. 음원 미션 이후 탈락하게 되었다.

## 출연
- Show Me The Money 10
- 드랍더비트

## 학력
- 서울가곡초등학교 (졸업)
- 동명중학교 (재학)

## 디스코그래피
쇼미더머니 10 Episode 1 - "너와 나의 Memories (Feat. 염따) (Prod. TOIL)" (2021.11.06)